# Bollène
Bollène település Franciaországban, Vaucluse megyében. Lakosainak száma 13 871 fő (2022. január 1.). Bollène Pierrelatte, Rochegude, Saint-Paul-Trois-Châteaux, Saint-Restitut, Suze-la-Rousse, Lamotte-du-Rhône, Lapalud és Mondragon községekkel határos.

## Népesség
A település népességének változása:
| Lakosok száma | 13 776 | 13 617 | 13 888 | 13 504 | 13 509 | 13 439 | 13 830 | 13 605 | 13 871 |
|               | 2013   | 2015   | 2016   | 2017   | 2018   | 2019   | 2020   | 2021   | 2022   |